# Melissodes confusa
Melissodes confusa är en biart som beskrevs av Cresson 1878. Melissodes confusa ingår i släktet Melissodes och familjen långtungebin. Inga underarter finns listade i Catalogue of Life.